# Vackermyrtjärnen (Föllinge socken, Jämtland)
Vackermyrtjärnen är en sjö i Krokoms kommun i Jämtland och ingår i Indalsälvens huvudavrinningsområde.